# Niederer Eichham
Der Niedere Eichham ist ein 3247 m ü. A., manchmal auch 3249 m ü. A. hoher Berggipfel des Eichhamstocks in der Venedigergruppe in Osttirol (Österreich). Er liegt im Nordwesten der Gemeinde Matrei in Osttirol nahe an der Grenze zur Gemeinde Prägraten am Großvenediger. Benachbarte Gipfel sind der Hohe Eichham im Westen, die Kuhhaut im Südwesten, der Säulkopf im Südosten sowie der Große und der Kleine Hexenkopf im Norden. Im Gegensatz zum Hohen Eichham wird der Niedere Eichham selten besucht.

## Lage
Der Niedere Eichham liegt als Vorgipfel des Hohen Eichhams im Zentrum des Eichhamstocks im Bereich der Kernzone des Nationalparks Hohe Tauern. Östlich befindet sich der Talkessel des Eissees mit der Eisseehütte und dem Timmeltal, im Nordosten das Löbbental mit der Badener Hütte und im Osten das Frosnitztal. Mit dem Hohen Eichham (3371 m ü. A.) ist der Niedere Eichham durch den Westgrat verbunden, wobei zwischen den beiden Gipfeln die Östliche Eichhamscharte (3210 m ü. A.) liegt. Der Südostgrat des Niederen Eichham ist der Verbindungsgrat zwischen Säulkopf und Hohem Eichham, dazwischen die Sailscharte (3080 m ü. A.). An den Niederen Eichham stoßen drei Gletscher an. Im Norden liegt das Hexenkees, das sich zwischen den Hexenköpfen im Norden und dem Hohen bzw. Niederen Eichham im Süden erstreckt. Vom Hohen Eichham und Niederen Eichham im Norden erstreckt sich das Nillkees nach Südosten, zudem befindet sich zwischen dem Niederen Eichham und dem Säulkopf das Säulkees.

## Aufstiegsmöglichkeiten
Der Normalweg auf den Niederen Eichham führt über den Säulkopf, wobei nach dessen Überschreitung zum Nilkees abgestiegen wird und danach der Aufstieg über die Geröllhalde der Südwestflanke erfolgt, die bis zum Gipfel reicht.